# 산내중학교 (경기)
산내중학교(山內中學校)는 대한민국 경기도 파주시 목동동에 있는 공립 중학교이다.

## 학교 연혁
- 2016년 3월 1일 : 산내중학교 개교
- 2016년 3월 1일 : 임혜진 초대 교장 취임
- 2016년 3월 2일 : 제1회 입학식(7학급  남 110명, 여 136명 총 246명 입학)
- 2019년 1월 10일 : 제1회 졸업식(남 107명, 여 137명 총 244명 졸업)
- 2023년 9월 1일 : 곽정구 제3대 교장 부임
- 2024년 1월 5일 : 제6회 졸업식(남 145명, 여 142명 총 287명 졸업) 누적 1,845명
- 2024년 3월 4일 : 제9회 입학식(남 161명, 여 189명 총 350명 입학)

## 참고 자료
- 산내중학교 - 한국교육학술정보원 학교알리미